# Корнєво (селище при залізничній станції, Ленінградська область)
Корнєво (рос. Корнево) — селище залізничної станції у Всеволожському районі Ленінградської області Російської Федерації.
Населення становить 359 осіб. Належить до муніципального утворення Романовське сільське поселення.

## Історія
Від 1 серпня 1927 року належить до Ленінградської області.

## Населення
| 1896 | 1997 | 2002 | 2007 | 2010 | 2017 |
| ---- | ---- | ---- | ---- | ---- | ---- |
| 7    | ↗304 | ↗319 | ↗330 | ↗353 | ↗359 |